# Concordia (Antioquia)
Concordia è un comune della Colombia facente parte del dipartimento di Antioquia.
Il centro abitato venne fondato da Manuel Herrera e Juan José Restrepo nel 1830, mentre l'istituzione del comune è del 1877.
È ubicato a quasi 2000 m s.l.m. e ha una popolazione che supera i 25 000 abitanti, se si includono anche quelli delle aree immediatamente circostanti. I residenti sono occupati principalmente nel mercato del caffè, anche se si coltivano pure lo zucchero e il mais.